# اكازوكين تشاتشا
«تشاتشا ذات الرداء الأحمر»، هي سلسلة شوجو مانغا يابانية، من تأليف من أيهانا. قام شويشا بتسلسلها في مجلة المانجا رايبون من 1992 إلى 2000، وجمعها في مجلد. المسلسل يعتمد بصفة أساسية على قصة خيالية القليل ذات الرداء الأحمر، ويتبع مغامرات الطالب الساحر المتخبط المسمى تشاتشا، الذي يرتدي عادة عباءة حمراء ذات غطاء للرأس.
أنتج مسلسل تلفزيوني من الرسوم المتحركة من 74 حلقة، يعتمد على المانجا بوساطة ناس وتلفزيون طوكيو والرسوم المتحركة بوساطة جالوب. بُث أول مرة على تلفزيون طوكيو في الفترة من 7 يناير 1994 إلى 30 يونيو 1995.
تبع ذلك تكملة لرسوم المتحركة الفيديو الأصلي (أو ڨي أي) سلسلة من ثلاث حلقات، جرى إصدارها بين 6 ديسمبر 1995 و6 مارس 1996. في العام 1998، كارتون نيتورك بثت دبلجة إنجليزية من أنمي اكازوكين تشاتشا في جنوب شرق آسيا والبلدان الناطقة بلغة الماندرين. في الأنمي، تبحث تشاتشا عن الحقيقة حول عائلتها، وتدافع عن المملكة ضد أعدائها.
اثنان جديدان من طلقة واحدة المانجا بعنوان اكازوكين تشاتشا نشرت في مايو 2011، وإصدارات في يناير 2012 ملف تعريف الارتباط. اكازوكين تشاتشا أصبحت سلسلة شهرية تنشر من عام 2012 إلى عام 2019. هذه النسخة من القصة تدور أحداثها في طوكيو الحديثة.

## القصة
أكازوكين تشاشا هي قصة فتاة شابة ساحرة تدعى تشاتشا. تعيش في كوخ في جبل موتشي-موتشي مع سيرا ڨي، ولي أمرها ومعلمها، وهو أعظم ساحر في العالم. تشاشا خرقاء في إلقاء تعويذاتها، وكثيرًا تخطئ في المرادفات، مثل استدعاء العناكب (غيم، باللغة اليابانية) بدلًا من السحابة (أيضًا غيم السحابة). وعندما تكون هي وأصدقاؤها في مأزق، فإن تعاويذها تعمل جيدًا. يعيش على الجبل نفسه فتى اسمه ريا، موهوب بقوة هائلة، ينحدر من عائلة من المستذئبين. بعيدًا عن جبل موتشي-موتشي، يوجد جبل أوريزوري حيث تعيش دوروثي، الساحرة المعروفة التي لها ماضٍ مع سيرا ڨي تعيش في قلعة مع تلميذها، شيين. شيين ساحر شاب بارع في إلقاء التعاويذ والحواجز والتحولات.
تختلف قصص المانجا عن الأنمي بنحو ملحوظ؛ بينما يستخدم الأنمي معظم الشخصيات نفسها، واخترع قصة الموسمين الأولين من أجل العرض التلفزيوني، تستند معظم القصص في الموسم الثالث إلى المانجا.

## قصة الأنمي
في بداية الأنمي، عندما كانت تشاتشا على وشك بدء الدراسة، أعطتها سيرا ڨي قلادة تسمى ميدالية الأميرة وسوارًا سحريًا وخاتمًا لريا على التوالي. تمكِّن ميدالية الأميرة تشاتشا من التحول إلى الأميرة السحرية، التي يمكنها هزيمة اتباع دايموس، عندما تصرخ عبارة «دع الحب والشجاعة والأمل. الأميرة السحرية تفرح!». ومع ذلك، لا يعمل التحول إلا إذا اجتمع الثلاثة معًا.
في الموسم الأول، التحق تشاتشا وشيينا وريا بمدرسة أورارا، التي سميت باسم مديرهم أورارا. الثلاثة في فصل بنانا مع معلمهم المسمى راسكل سنسي، الذي يستخدم سوطًا ويبدو صارمًا، ولكنه في الواقع لطيف جدًا. في الفصل نفسه، يوجد كوروزوكين («ذو غطاء اسود») ياكو واورين. ياكو معجب بسيراڨي بعمق بل إنه يناديه سيراڨي-سما. أورين هي نينجا من قبيلة مومونجا، وتجيد إخفاء نفسها. اورين هي على الأرجح الشخصية الأكثر صدقًا في القصة، فقد اثارت إعجابها شيين عندما التقيا لأول مرة. لاحقًا، وضع علامة على حورية البحر الأنانية تسمى مارين لأنها مهتمة بريا. في الموسم الثاني، بعد سلاح تشاتشا، لم يتمكن سهم بيوتي سيرين من التغلب على أحد أتباع دايموس، بعد وصولهم بدأ الثلاثي في البحث عن سلاح آخر أكثر قوة يسمى سيف العنقاء أو جناح كريس. في أثناء قيامهم بذلك، تكتشف تشاتشا أن والديها هما ملك وملكة أرضهم. بعد مواجهة العديد من العقبات، وجدوا سيف العنقاء. بعد ذلك يبدأون سعيهم للحصول على درع الطيور وهو السلاح الثالث الذي يجب ان تحصل عليه الأميرة السحرية لهزيمة اتباع دايموس. في نهاية هذه القصة تشاتشا، وشيين، وريا، وراين، وياكو، ومارين، ودورثي، سيراڨي معًا بصفتهم المحاربون الثمانية المقدسون من الحب والشجاعة والأمل يدخلون قلعة دايموس.
لقد هزموا داموس، وبعد ذلك تغيرت القلعة والمملكة مرة أخرى إلى شكلها ولونها الأصلي.